# 蒙哥馬利號驅逐艦 (DD-121)
蒙哥馬利號驅逐艦（舷號DD-121）是一艘美國海軍建造的驅逐艦，為維克斯級驅逐艦的47號艦。她是美軍第五艘以蒙哥馬利為名的軍艦，以紀念美國獨立戰爭時期的陸軍少將理查德·蒙哥馬利（Richard Montgomery）。
蒙哥馬利號在1917年於紐波特紐斯造船廠開始建造，在1918年下水服役，其時第一次世界大戰已即將結束。戰後蒙哥馬利號分別在大西洋及太平洋執勤，於1922年退役。1931年蒙哥馬利重新服役，並改裝為佈雷艇，調到太平洋服役，直到1937年再次退役。第二次世界大戰爆發後，蒙哥馬利號再次服役，並在珍珠港事件後到外海巡航戒備。稍後蒙哥馬利號參與太平洋戰爭多場戰役，包括阿留申群島戰役、瓜島戰役、所羅門群島戰役、吉爾伯特及馬紹爾群島戰役、貝里琉戰役及安加爾戰役。1944年蒙哥馬利號觸雷受創，並在1945年退役除籍。
蒙哥馬利號在第二次世界大戰共獲四枚戰鬥之星。